# Twister (film 1989)
Twister è una commedia drammatica del 1989 diretta da Michael Almereyda.
Il film è basato sul romanzo Oh! di Mary Robison (1981).